# 新右翼
一般に、新右翼（しんうよく、英語: New Right）という用語は、さまざまな国の異なる時期における右派政治グループや政策を指す。特に顕著な使用例として、ソビエト連邦崩壊後に東欧諸国で登場した政党を指す場合がある。

## 欧米における新右翼
アメリカ合衆国においては、第二波新右翼は、中絶、LGBTの市民権、男女平等憲法修正案（ERA）、パナマ運河条約、アファーマティブ・アクション、そしてほとんどの形態の課税に反対して活動した。

### 歴史
「ニュー・ライト」は、1964年のバリー・ゴールドウォーターの大統領選挙キャンペーンの際に、アメリカ風リベラリズム（すなわち社会的リベラリズム）に対抗する形で登場した、より闘争的で反平等主義的、そして抑制のない右派を指す言葉として現れた。リチャード・ヴィグリエによって普及したこの用語は、後に世界的な運動を表すために使用されるようになった。具体的には、夜警国家を支持しつつも、社会的に保守的な傾向を持つ者たち、たとえばロナルド・レーガン、マーガレット・サッチャー、トゥルグト・オザル、アウグスト・ピノチェトなどを指すようになった。しかし、ジャン＝イヴ・カミュとニコラ・ルブールが指摘するように、この傾向は、1960年代以降に台頭した「ヨーロッパのニュー・ライト」とは、共通する点が少ない。ヨーロッパのニュー・ライトは、むしろ保守革命家モーラー・ヴァン・デン・ブルックの影響を受けており、古典的自由主義者であるアダム・スミスからの影響は少ない。無政府資本主義は、すべての国家機関を民間機関に置き換えることを主張するリバタリアニズムの一形態であり、通常「ニュー・ライト」の一部と見なされている。

### アメリカ
アメリカ合衆国において、「ニュー・ライト」は、歴史的に異なる2つの保守政治運動を指す。このアメリカの「ニュー・ライト」は、「ロックフェラー・リパブリカン」と呼ばれるより穏健な伝統とは異なり、対立している。また、「ニュー・ライト」は、外交政策に関して「オールド・ライト」（1933–1955）とも異なり、ネオコン派は「オールド・ライト」の非介入主義に反対している。

#### 第一波新右翼
「第一波新右翼（ファースト・ニュー・ライト）」（1955–1964）は、ウィリアム・F・バックリーの『ナショナル・レビュー』を中心に、右派リバタリアン、伝統主義者、反共主義者によって形成された 。社会学者やジャーナリストたちは1950年代から「ニュー・ライト」という用語を使用していたが、それが初めて自己認識として使われたのは、1962年に学生活動家グループ「自由のための若きアメリカ人たち」によるものである。
第一派新右翼は、「融合主義（フュージョニズム）」と呼ばれるものを掲げていた。これは、古典的自由主義経済学、伝統的社会価値観、反共主義を表面的に統合したものであり 、1964年のバリー・ゴールドウォーターの大統領選挙キャンペーンに先立つ数年間で結束した。ゴールドウォーターの選挙運動は、現職のリンドン・B・ジョンソン大統領を倒すことには失敗したが、新たな政治運動の形成を促進する結果となった。

##### 第一波新右翼の著名な人物
- ウィリアム・バックリー・ジュニア、『ナショナル・レビュー』編集者
- ジェームズ・バーナム、反共政治理論家
- M・スタントン・エヴァンス（英語版）、「自由のための若きアメリカ人たち」のシャロン声明の著者、ジャーナリスト
- バリー・ゴールドウォーター、アリゾナ州選出の上院議員、共和党米国大統領候補
- フランク・マイヤー（英語版）、反共主義の自由主義者であり、「融合主義」政治理論の創始者

#### 第二派新右翼
「第二派新右翼（セカンド・ニュー・ライト）」（1964年から現在）は、ゴールドウォーターの選挙運動を受けて形成され、第一派新右翼よりもポピュリズム的な色彩を持っていた。第二派新右翼は、中絶のような争点に焦点を当てる傾向があり、しばしば「宗教右派」と結びつけられていた。この第二派新右翼は、1980年の大統領選挙でロナルド・レーガンをホワイトハウスに送り込むための政策アプローチと選挙の仕組みを形成した。「ニュー・ライト」は、アメリカン・エンタープライズ研究所やヘリテージ財団で組織され、「リベラルな支配層」と呼ばれるものに対抗するための活動を展開した。彼らは、この「リベラルな支配層」が連邦政府の腐敗や管理不行き届きに寄与していると見なしていた。エリート系シンクタンクや地域コミュニティ組織でも、新たな政策やマーケティング戦略、選挙戦略が数十年にわたって策定され、強力な保守政策の推進が図られた。
第二派新右翼は、道徳の衰退と見なされる現象、例えば薬物使用の増加、公共の場での性表現の増大、犯罪率の上昇、人種暴動や公民権運動の抗議者の不安、そしてベトナム戦争抗議者への反発に異議を唱えた。

##### 第二派新右翼の著名な人物
- ジェームズ・ドブソン: フォーカス・オン・ザ・ファミリーの創設者
- パット・ブキャナン: 政治評論家、『ザ・アメリカン・コンサーバティブ』の創設者、1992年共和党大統領予備選挙の候補者
- ジョージ・W・ブッシュ: 第43代アメリカ合衆国大統領
- テリー・ドラン（英語版）: ナショナル・コンサバティブ政治行動委員会の創設者
- ジェリー・ファルウェル: 南部バプテスト派牧師、リバティ大学とモラル・マジョリティの創設者
- ニュート・ギングリッチ: 元下院議員、下院議長、アメリカ合衆国大統領候補者、著作家
- ロバート・グラント（英語版）: キリスト教右派の活動家でクリスチャン・ヴォイスの創設者
- ラッシュ・リンボー: 全国シンジケートラジオの司会者、元ケーブルニュース司会者、著作家
- ミルトン・フリードマン: シカゴ学派の古典派経済学者、1976年ノーベル経済学賞受賞者
- ハワード・フィリップス（英語版）: ザ・コンサバティブ・カーカスの創設者
- ロナルド・レーガン: 第40代アメリカ合衆国大統領、俳優、第33代カリフォルニア州知事、労働組合リーダー
- フィリス・シュラフリー: 反フェミニズム活動家でイーグル・フォーラムの創設者
- リチャード・ヴィグリエ（英語版）: ダイレクトメール活動家
- ポール・ウェイリッチ（英語版）: ヘリテージ財団とフリー・コングレス研究教育財団の創設者

### イギリス
イギリスにおいて、「ニュー・ライト」という用語は、マーガレット・サッチャーとロナルド・レーガンの影響を受けた保守主義の一派を特に指す。サッチャーのニュー・ライト思想、いわゆる「サッチャリズム」は、フリードリヒ・ハイエクの著作（特に『隷属への道』）に大きく影響を受けている。彼らは経済的自由主義に強くコミットしている一方で、社会的には保守的であった。

### オランダ
オランダにおいて、「ニュー・ライト（NR）」は、2003年から2007年まで存在した極右・国家主義的な政党の名称であった。また、2005年に設立され、ヘルト・ウィルダースが率いる自由党（PVV）も新右翼運動の一つと見なされている。2017年3月以降、民主主義フォーラムは、オランダ議会におけるもう一つの新右翼政党となっている。

### ギリシャ
ギリシャでは、ファイロス・クラニディオティスという政治家が、政治的ライバルである黄金の夜明けと類似した見解を表明したために、新民主主義党の党首キリアコス・ミツォタキスによって追放された後、2016年5月に国民自由主義に基づく新右翼党を設立した。クラニディオティスの見解は、アドニス・ゲオルギアディスを含む、ギリシャの元首相コンスタンティノス・ミツォタキスの思想や遺産や、それを最も重要な原則として掲げる最近の党指導部と異なっている。なお、ゲオルギアディスは2012年に極右の国民正統派運動を離党して以来、新民主主義党に加入していた。

### ドイツ
ドイツにおいて、新右翼（ノイエ・レヒテ）は、二つの部分から成り立っている。一つは「若き保守主義者（Jungkonservative）」で、主に市民層をターゲットに支持者を求めている。そしてもう一つは「国家革命主義者（Nationalrevolutionäre）」で、ドイツ国内の極右層に支持者を求め、グレゴール・シュトラッサーやオットー・シュトラッサーといった右翼政治家のレトリックを用いている。ドイツにおけるもう一つの著名な新右翼のグループが、ピエール・クレブスの「トゥーレ・セミナー」である。

### フランス
フランスにおいて、新右翼（ヌーヴェル・ドロワット）は、アラン・ド・ブノワを中心としたフランスの政治哲学者や知識人の現代的なシンクタンクを指す用語として使われている。アラン・ド・ブノワのGRECEにかつて所属していた知識人の一人がギヨーム・ファイである。彼らは一部の批評家から「極右」と見なされることもあるが、彼ら自身は自らの思想が伝統的な左右の対立を超越しており、自由な議論を積極的に奨励していると主張している。フランスには、同様の新右翼に位置付けられる「アイデンティタリアン（Identitarian）」のグループも存在しており、それがピエール・ヴィアルの「テール・エ・プープル」である。ヴィアルはかつてアラン・ド・ブノワのGRECEの創設メンバーでもあった。

### ポーランド
ポーランドでは、リバタリアン保守主義であり欧州懐疑主義を掲げる政党「新右翼議会（Kongres Nowej Prawicy、KNP）」が、2011年3月25日に、かつての政党「自由と法治（WiP）」および「実在政治連合（UPR）」からヤヌシュ・コルウィン＝ミッケによって設立された。この党は、保守派やマリファナの合法化を望む極左の人々、そして自由市場と資本主義を支持する市民など、さまざまな有権者から支持を受けている。

## 日本における新右翼
新右翼（しんうよく）とは、戦後の既成右翼が掲げた「親米反共」「日米安全保障条約堅持」に反発し、「反米反共」を主張した少数派右翼。民族派とだけ呼ばれたが、1955年に暴力革命唯一論を日本共産党までも転換した中で継続を主張した学生・運動家が新左翼と呼ばれたことで、1970年代に生まれた用語。

### 概要
既成右翼の形成
戦前の主流右翼はアメリカが日本国・日本人に敵対心を示した1924年（大正13年）排日移民法の制定以前は反米感情は抱いておらず、これ以前は日本人右翼目線ではアメリカは共産国家でもないため、無感情の者が多くて比較的友好期であった。逆に排日移民法の制定は日本人へのアメリカによる蔑視・敵視の権化であり、近代化以降日本で反米感情が右翼以外の日本人にも広がった原因になった。戦後の冷戦下はソ連と米国のどちらか選ぶ必要があり、アメリカの日本統治とシベリア抑留や北方領土占領による反共意識が強まるようなソ連の悪行の影響で親米が世論の多数派を占めて親米政党の自民党が選挙で連勝を続けた。逆に大学生のうち左派的な者は共産主義・東側諸国を支持したが、彼らも就職すると総評系労働組合に熱心な者以外は中道右派・右派に転向した。
新右翼の形成
新右翼は民族主義と国家主義のどちらの要素も持っている。第二次世界大戦後日本の右翼が「反共」を主要な運動テーマとして掲げ、「体制変革」の視点、「民族」の視点が稀薄になっていることを批判して登場した勢力である。
第二次世界大戦以後における日本の右翼の大多数を占めた反共主義・親米・国家主義を支持する既製右翼と異なり、反親米体制・反共主義・民族主義を主張をしている。
日本社会党や1955年の「六全協決議」で暴力革命唯一論を放棄以後の日本共産党などのいわゆる既成左翼・既成左翼政党を否定して、暴力革命唯一論を支持した共産主義者同盟（ブント）などが新左翼と呼ばれたことに倣い、既成右翼・既成右翼政党を批判したため、そう呼ばれた。
1968年、三島由紀夫が楯の会を結成。1970年に三島事件を起こし衝撃を与えた。

### 民族派と新右翼
「民族派」と「新右翼」では、その意味する内容はかなり似通っているが、どちらかと言えば、「新右翼」の方が後で使われ出した。例えば、「民族派」という言葉は、1970年代前半の日本学生会議（JASCO）、全国学生自治体連絡協議会（全国学協）や日本学生同盟（日学同）などを指すことが多いが、「新右翼」というと、1970年代後半に結成された阿部勉らの一水会や針谷大輔の統一戦線義勇軍、野村秋介、三浦重周らを指して使用されることの方が多い。
また、「民族派」という言葉は、反共右翼（戦後右翼）に対して反共よりも「民族の自主独立」を強調する右派学生運動に対して主に使用されてきた呼称であるが、現在はほとんどの右翼団体が自らを「右翼民族派」と自称している。

### 行動する保守と新右翼
2000年代に登場した行動する保守については新右翼同様に反米反共の勢力もあるものの、親米反米を重視せず意思表明を曖昧にするか親米である勢力も多い。反共は共通であるが、それ以上に親台独派反韓を重視しており、従来の右翼のような中国国民党・韓国反共勢力との交流が希薄と言える。

### 批判
評論家の松本健一は、マスコミから「新右翼」自体、そう呼ばれる一水会、所属する鈴木邦男を厳しく批判している。鈴木邦男も著書で松本の主張に触れている。

## 関連書籍
- 鈴木邦男『これが新しい日本の右翼だ: 「恐い右翼」から「理解される右翼」へ』日新報道、1993年7月。ISBN 9784817403049
- 鈴木邦男『新右翼』（改訂増補版）彩流社、2005年4月。ISBN 9784882029892
- 猪野健治 編『右翼・行動の論理』筑摩書房〈ちくま文庫〉、2006年4月。ISBN 9784480421807